# Ácido cromoglícico
El ácido cromoglícico (INN) suele describirse como un estabilizador de mastocitos, comúnmente comercializado en forma de su sal sódica, el cromoglicato de sodio. Este fármaco inhibe la liberación de mediadores químicos de la inflamación en el mastocito, tales como la histamina. Se utiliza en el tratamiento de asma en niños y adultos, aunque ha sido reemplazado por otros fármacos, especialmente por corticosteroides y otros. La combinación con corticoides no ha demostrado mayor acción. Su uso más importante esta en el tratamiento de la conjuntivitis alérgica, incluyendo la conjuntivitis alérgica estacional, la conjuntivitis perenne y la queratoconjuntivitis vernal, principalmente en forma farmacéutica de solución oftálmica.

## Historia
El cromoglicato de sodio fue descubierto por Roger Altounyan, quien fue él mismo un enfermo de asma de por vida. Se considera un fármaco de avanzada en el tratamiento del asma, ya que los pacientes pueden ser liberados de esteroides en muchos casos; sin embargo, es principalmente efectivo como un tratamiento para el asma alérgica e inducida por el ejercicio, no como un tratamiento para los ataques agudos. Altounyan estaba investigando ciertas plantas y hierbas que tienen propiedades broncodilatadoras. Una de estas plantas era la visnaga (Ammi visnaga) que se había utilizado como relajante muscular desde tiempos antiguos en Egipto. Altounyan intencionadamente inhaló derivados del ingrediente activo khellin para determinar si podían bloquear sus ataques de asma. Después de varios años de prueba, aisló un compuesto efectivo y seguro para prevenir el asma llamado cromolyn sodium.[cita requerida]

## Mecanismo de acción
El cromoglicato actúa impidiendo la liberación de factores quimiotácticos que suelen atraer a las células inflamatorias, estabilizando al mastocito. Su mecanismo de acción no está totalmente entendido, pues se sabe que estabiliza las células cebadas; esto no da razón de su acción en casos de asma. Las empresas farmacéuticas han producido 20 compuestos relacionados que son tanto o más potente en la estabilización de los mastocitos y ninguno de ellos ha mostrado ningún efecto antiasmático.
Se sabe que puede inhibir los canales de cloro (37% +/- 7%) y con esto puede inhibir:
- la exagerada respuesta refleja neuronal por la estimulación de los receptores irritantes en las terminales nerviosas sensoriales (en el caso de asma por ejercicio)
- la liberación de preformas de citocinas en diferentes células inflamatorias (células T, eosinófilos) en asma inducida por alérgenos.

## Formas farmacéuticas
El ácido cromoglícico se encuentra principalmente en las siguientes preparaciones:
- Spray nasal para el tratamiento de rinitis alérgica
- Nebulizador para administración de aerosoles en casos de asma
- Inhaladores para el tratamiento del asma
- Gotas oftálmicas para el tratamiento de la conjuntivitis alérgica
- Formas farmacéuticas sólidas para el tratamiento de la mastocitosis, de la urticaria dermatográfica y de la colitis ulcerosa
- Solución oral para alergias alimentarias